# Pound Ridge
Pound Ridge es un pueblo ubicado en el condado de Westchester en el estado estadounidense de Nueva York. En el año 2000 tenía una población de 4,726 habitantes y una densidad poblacional de 80 personas por km².

## Geografía
Pound Ridge se encuentra ubicado en las coordenadas 41°12′31″N 73°34′29″O / 41.20861, -73.57472. Según la Oficina del Censo, la ciudad tiene un área total de 60,8 km² (23,5 mi²), de la cual 59,1 km² (22,8 mi²) es tierra y 1,7 km² (0,7 mi²) (2.90%) es agua.

## Demografía
Según la Oficina del Censo en 2000 los ingresos medios por hogar en la localidad eran de $153,208, y los ingresos medios por familia eran $168,040. Los hombres tenían unos ingresos medios de $100,000 frente a los $50,553 para las mujeres. La renta per cápita para la localidad era de $74,914. Alrededor del 1.7% de la población estaban por debajo del umbral de pobreza.